# Teucholabis (Teucholabis) metatibiata
Teucholabis (Teucholabis) metatibiata is een tweevleugelige uit de familie steltmuggen (Limoniidae). De soort komt voor in het Neotropisch gebied.